# خرجة سلوم
خرجة سلوم منطقة عراقية في ناحية بصية في قضاء السلمان في محافظة المثنى، بجنوب العراق، فيها قليل من الحسو (آبار)، عند منتهى طريق الزبير الركعي، البعد 7 كيلومترات بين خرجة وبين الحدود السعودية العراقية الواقعة عند ملتقى وادي العوجة ووادي الباطن، وتقابلها منطقة الركعي السعودية في محافظة حفر الباطن. وفي سنة 1929م في أثناء تعقب الدويش وصلَ الملك فيصل الأول إلى خرجة ونزلَ في مخفر لشرطة البادية العراقية، اسمه نقطة العبيد، أو مخفر العبيد، بينه وبين الحدود العراقية السعودية 3 أو 5 كيلومترات تقريباً.